# Jaak Aaviksoo

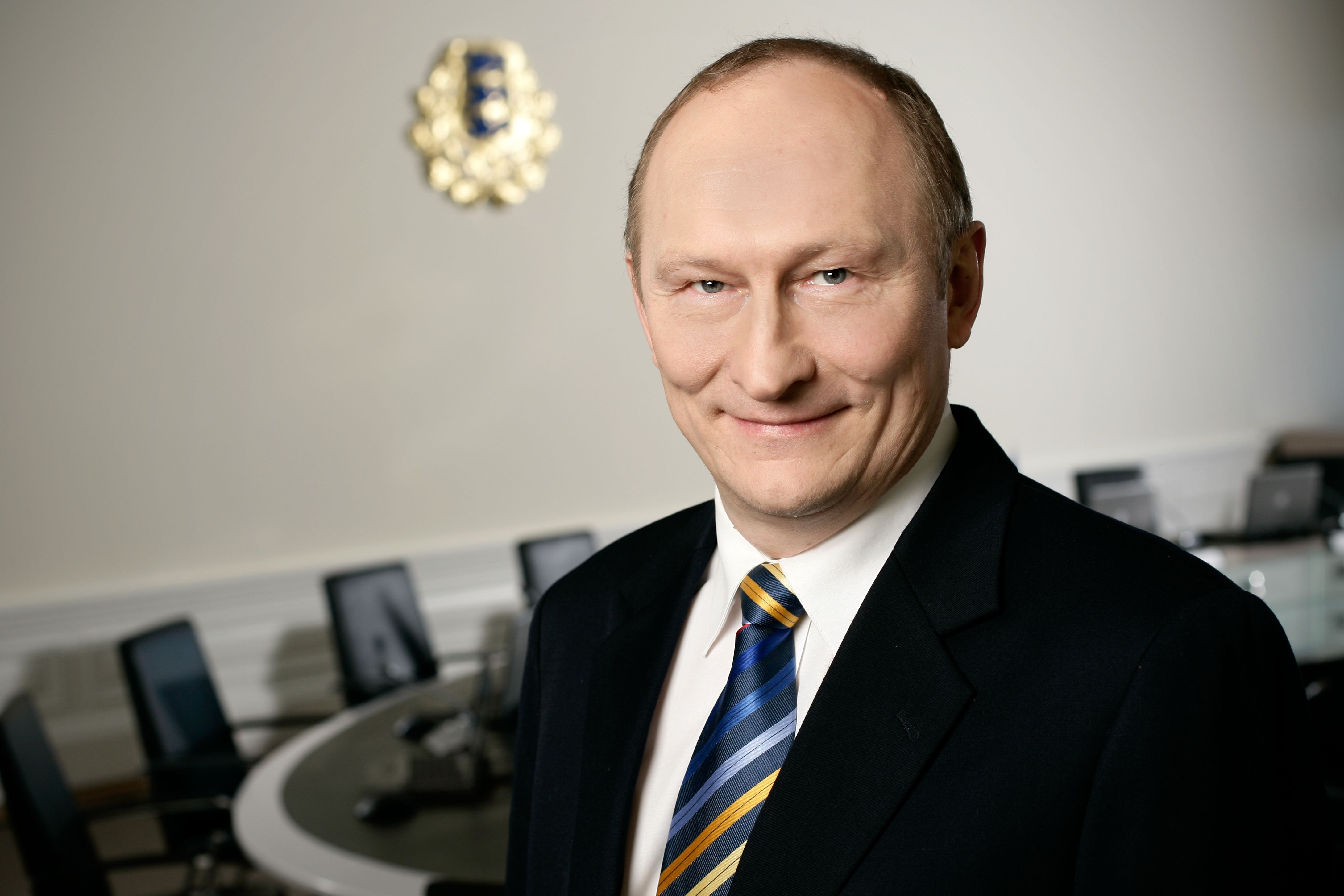
Jaak Aaviksoo im Kabinettsaal der estnischen Regierung (2011)

Jaak Aaviksoo (* 11. Januar 1954 in Tartu) ist ein estnischer Wissenschaftler und Politiker.

## Wissenschaftler
Jaak Aaviksoo legte 1971 sein Abitur an der Oberschule Nr. 2, dem heutigen Miina Härma Gymnasium, im südestnischen Tartu ab. Abschließend studierte er an der Staatlichen Universität Tartu Physikalische Chemie. Er schloss das Studium in Theoretischer Physik 1976 mit cum laude ab. 1981 schloss er seine Promotion ab.
Von 1981 bis 1992 führten ihn wissenschaftliche Forschungsaufenthalte unter anderem nach Nowosibirsk, Paris, Osaka und als Stipendiat der Alexander von Humboldt-Stiftung an das Max-Planck-Institut für Festkörperforschung in Stuttgart. Bis 1992 lehrte er am Physikalischen Institut der Estnischen Akademie der Wissenschaften. 1992 wurde er zum Professor an der Universität Tartu berufen. Aaviksoo hat seit 1976 mehr fast 200 wissenschaftliche Artikel und Publikationen veröffentlicht. 1992 kehrte er an die Tartuer Universität zurück und wurde Professor für Optik und Spektroskopie. Von 1992 bis 1995 war er erster Vize-Rektor der Universität.
Aavikso ist seit 2004 Mitglied der Estnischen Akademie der Wissenschaft und gehört der Academia Europaea an. Er ist Ehrendoktor der Universität Turku und der Universität Lappland.

## Politiker
Mit Wiedererlangung der estnischen Unabhängigkeit engagierte sich Aaviksoo auch politisch, zunächst in der liberalen Reformpartei. Von November 1995 bis Januar 1996 war er Minister für Kultur und Bildung und nach einer Regierungsumbildung bis Ende November 1996 Bildungsminister Estlands im Kabinett von Ministerpräsident Tiit Vähi.

## Rektor
1998 verließ Aaviksoo die Partei und zog sich aus der aktiven Politik zurück. Er ging zurück in Wissenschaft und Lehre. 1998 wurde er zum Rektor der Universität Tartu gewählt. 2003 kandidierte er erfolgreich für eine zweite Amtsperiode. Seine Amtszeit als Rektor endete 2007.

## Politiker
Aaviksoo trat 2006 der konservativen Partei Isamaa ja Res Publica Liit bei und wurde nach den Parlamentswahlen 2007 Abgeordneter im estnischen Parlament (Riigikogu). Im Kabinett von Ministerpräsident Andrus Ansip bekleidete er von April 2007 bis April 2011 das Amt des estnischen Verteidigungsministers. Von April 2011 bis zum Auseinanderbrechen der Regierungskoalition im März 2014 war er Minister für Bildung und Forschung der Republik Estland im Kabinett Ansip III.

## Privatleben
Jaak Aaviksoo hat drei Kinder. Er spricht neben Estnisch auch Deutsch, Englisch, Russisch, Französisch und Spanisch.
1972 und 1973 war der 196 cm große Aaviksoo mit der Tartuer Universitätsmannschaft estnischer Meister im Basketball.